# Nigriter
Nigriter (Nigrita) är ett litet släkte med fåglar i familjen astrilder inom ordningen tättingar som återfinns i Afrika. Släktet nigriter omfattar endast fyra arter:
- Vitbröstad nigrita (N. fusconotus)
- Kastanjebröstad nigrita (N. bicolor)
- Vitprickig nigrita (N. canicapillus)
- Beigepannad nigrita (N. luteifrons)

## Namnstandard
Släktets svenska trivialnamn var tidigare negerfinkar, men det namnet kom att betraktas som nedsättande. Namnet ändrades därför 2015 till det nuvarande av BirdLife Sverige (före detta Sveriges Ornitologiska förening).